# Hapalosoma pulchrum
Hapalosoma pulchrum is een zee-egel uit de familie Echinothuriidae.
De wetenschappelijke naam van de soort werd in 1989 gepubliceerd door Francis Rowe.